# (20458) 1999 LZ21
A (20458) 1999 LZ21 a Naprendszer kisbolygóövében található aszteroida. A LINEAR projekt keretében fedezték fel 1999. június 9-én.